# Allyn Joslyn
Allyn Joslyn (21 de julio de 1901 – 21 de enero de 1981) fue un actor teatral, cinematográfico y televisivo de nacionalidad estadounidense.

## Biografía
Nacido en Milford (Pensilvania), su padre era un ingeniero de minas. Iniciado como actor teatral a los 17 años de edad, Joslyn trabajó como primer actor en producciones representadas en el circuito de Broadway como Boy Meets Girl (1936) y Arsenic and Old Lace (1941), en esta última en el papel de Mortimer Brewster. 
Sin embargo, Hollywood no veía a Joslyn como un primer actor. Por ello, en el cine hubo de dedicarse a la interpretación de personajes como reporteros aborrecibles, debiluchos y "otros hombres" que nunca conseguían a la chica, mientras que estrellas como James Cagney y Cary Grant hacían los papeles que él había asumido en Broadway. Sin embargo, en la cinta de serie B It Shouldn't Happen to a Dog (1946), Joslyn por una vez fue elegido para hacer el primer papel, e incluso conseguía a la heroína, Carole Landis.
Entre sus actuaciones cinematográficas más destacadas figuran la del aviador Les Peters en Sólo los ángeles tienen alas (1939); George en The Great McGinty (1940); el cáustico director de No Time for Comedy (1940); el reportero Chic Clark en Mi hermana Elena (1942); Albert Van Cleve en El diablo dijo no (1943); un excéntrico poeta en The Shocking Miss Pilgrim (1947); y un jugador en Titanic (1953). 
Un prolífico actor radiofónico y televisivo, Joslyn coprotagonizó la sitcom emitida en 1953-1954 por la ABC Where's Raymond?, en la cual interpretaba a Jonathan Wallace, hermano de Raymond Wallace, personaje encarnado por Ray Bolger. Betty Lynn interpretaba a June Wallace, la joven esposa de Joslyn. Joslyn y Lynn dejaron la serie en 1954-1955, cuando pasó a llamarse The Ray Bolger Show.
En 1957 Joslyn fue el agente literario George Howell en una sitcom de corta trayectoria de la CBS, The Eve Arden Show. En la temporada 1960-1961, Joslyn trabajó en la serie de Pat O'Brien para la ABC Harrigan and Son. Además, fue el Coronel en la sitcom de 1962 McKeever And The Colonel, y ese mismo año actuó como artista invitado en la serie criminal de la ABCTarget: The Corruptors!.
Otro de sus trabajos televisivos fueron algunas actuaciones en episodios de The Addams Family en el papel del acosado Sam L. Hilliard, director de escuela y político.
En 1935 Joslyn se casó con Dorthy Yockel, permaneciendo juntos hasta la muerte de ella, ocurrida en 1978. Tuvieron una hija.
Allyn Joslyn falleció en 1981 a causa de una insuficiencia cardiaca en Woodland Hills (Los Ángeles). Tenía 79 años de edad. Fue enterrado en el Cementerio Forest Lawn Memorial Park de Hollywood Hills, Los Ángeles.

## Selección de su filmografía
- Sólo los ángeles tienen alas (1939)
- Bedtime Story (1941)
- Mi hermana Elena (1942)
- El diablo dijo no (1943)
- The Shocking Miss Pilgrim (1947)
- Titanic (1953)